# Ada Pampín
Ada Pampín fue una actriz de radio argentina.

## Carrera
Pampín se lució en varias interpretaciones exclusivamente para el radioteatro argentino. Fue compañera del cuarto de pensión de Eva Duarte, antes de que conociera al general Juan Domingo Perón, junto a ella compartieron varios labores en radio.
Trabajó para antiguas y reconocidas emisoras como Radio Mitre. Integró, entre otras, la Compañía de Teatro del Aire, y fue junto a Anita Jordán, Evita y Rosita del Río, las voces juveniles e inconfundibles de la época dorada del radioteatro en aquellos tiempos.

## Radioteatros
Los Jazmines del Ochenta, junto a Pascual Pelliciotta, Eva Duarte, Lita Senén, Marcos Zucker, Carmen Palau, Marta Tamar y Francisco de Paula, entre otros.

## Teatro
- Nina no te hagas la estúpida (1935)
- Mercado de Argelia (o Mercado de amor) (1939), con la compañía de Camila Quiroga, junto a Eva Duarte, Rosa Catá, Jorge Lanza y Daniel de Alvarado.
- Los jazmines de los ochenta (versión teatral de la obra escrita por Héctor Pedro Blomberg).